# Hala Pionir

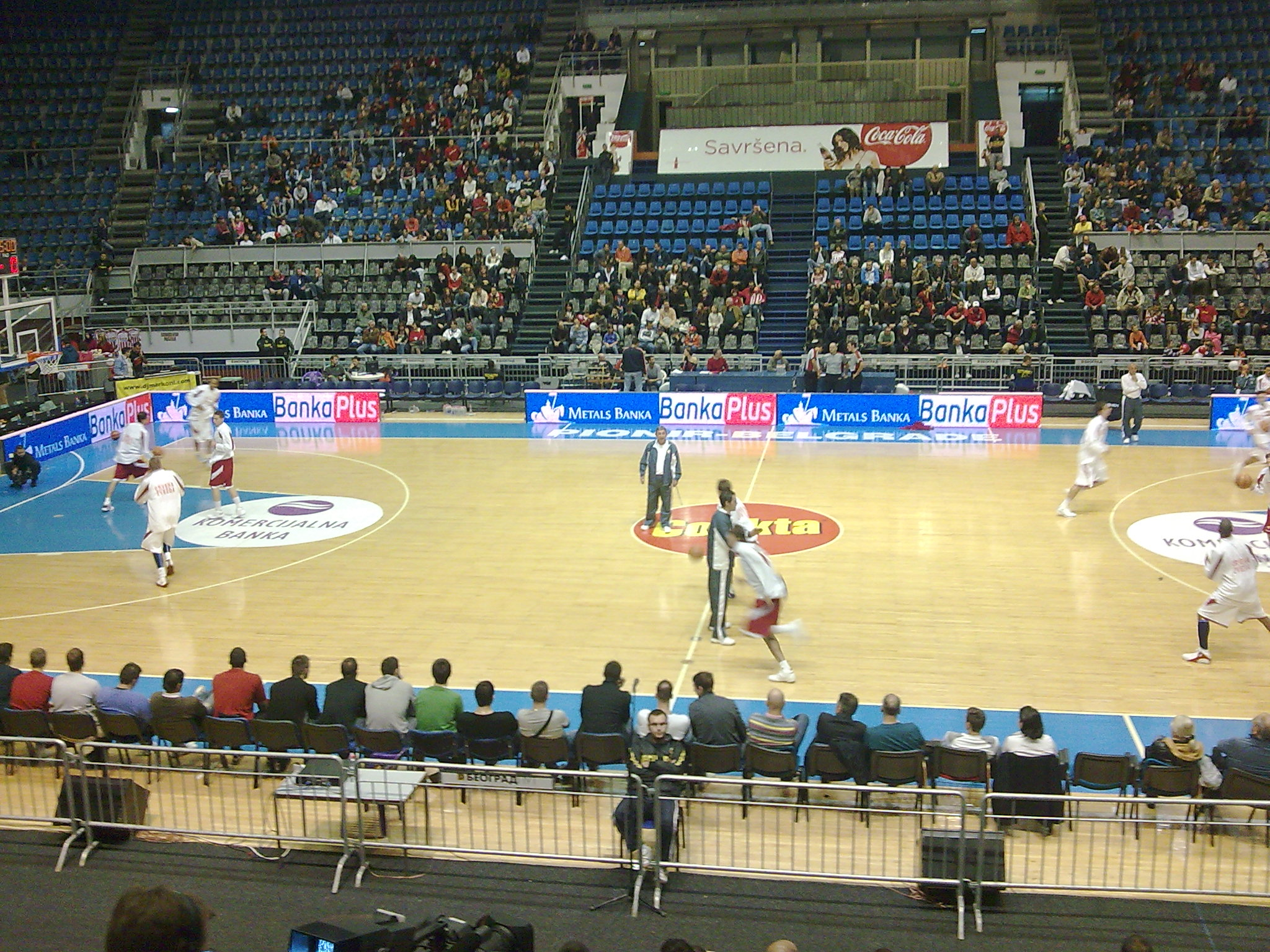
Przygotowanie do zawodów w Hali Pionir

Hala Pionir – wielofunkcyjna hala widowiskowo-sportowa w Belgradzie.
Hala może pomieścić 8.150 osób. Odbywać się tu mogą zawody w:
- gimnastyce
- koszykówce
- siatkówce (hala spełnia wszelkie normy FIVB)
- piłce ręcznej
- tenisie
- sportach walki